# ADAC-Ball Berlin
Der ADAC-Ball Berlin war eine bedeutende gesellschaftliche Veranstaltung in Berlin. Der Ball existierte von 1926 bis 2012. Zu seinen Hochzeiten in den 1980ern und frühen 1990ern kamen rund 8.000 Besucher, darunter Prominenz aus Wirtschaft und Politik. Es handelte sich nach Veranstaltergaben zu dieser Zeit um die größte Ballveranstaltung Deutschlands. Veranstaltet wurde der Ball vom ADAC-Berlin beziehungsweise später vom ADAC Berlin-Brandenburg. Eingestellt wurde der Ball, da die Besucherzahl seit den frühen 1990ern kontinuierlich nachließ und der ADAC effektivere Formen der Öffentlichkeitsarbeit gefunden hatte.

## Geschichte
Begründet wurde der Ball 1905. Seine größte Zeit erlebte er in den Nachkriegsjahren bis hin zur deutschen Wende. Nach einer längeren Pause aufgrund des Zweiten Weltkriegs fand der Ball erstmals 1951 im Prälat Schöneberg statt. 1956 zog er in den Festsaal der Berliner Hochschul-Brauerei im Wedding, 1958 in das Palais am Funkturm. Bis 1969 war die Nachfrage nach Karten so gestiegen, dass der Ball auf zwei Abende verlängert wurde. 1980 führte die weiter ansteigende Nachfrage zum Umzug in das neu gebaute Internationales Congress Centrum Berlin (ICC). Nachdem der Ball seinen Höhepunkt erreicht hatte, folgte wieder eine Verkleinerung. Seit 2000 wurde nur noch an einem Abend gefeiert. Ab 2006 fand der Ball im Maritim-Hotel in Berlin-Tiergarten statt. Ehrengast auf dieser Veranstaltung war der damalige Bundespräsident Horst Köhler.
Bekannte Künstler, die beim Ball auftraten, waren beispielsweise Bully Buhlan, Harald Juhnke, Roland Kaiser, Wencke Myhre, die Puhdys und Marianne Rosenberg.
Eine besondere Veranstaltung war der Ball 2005, als die Pyrotechnik im Saal aus Versehen die Sprinkleranlage des ICCs auslöste und 2000 Liter Löschwasser über den Bereich mit den Ehrengästen verteilte.
Zum letzten Ball im Januar 2012 kamen noch rund 2.500 Gäste.